# Medaglie italiane

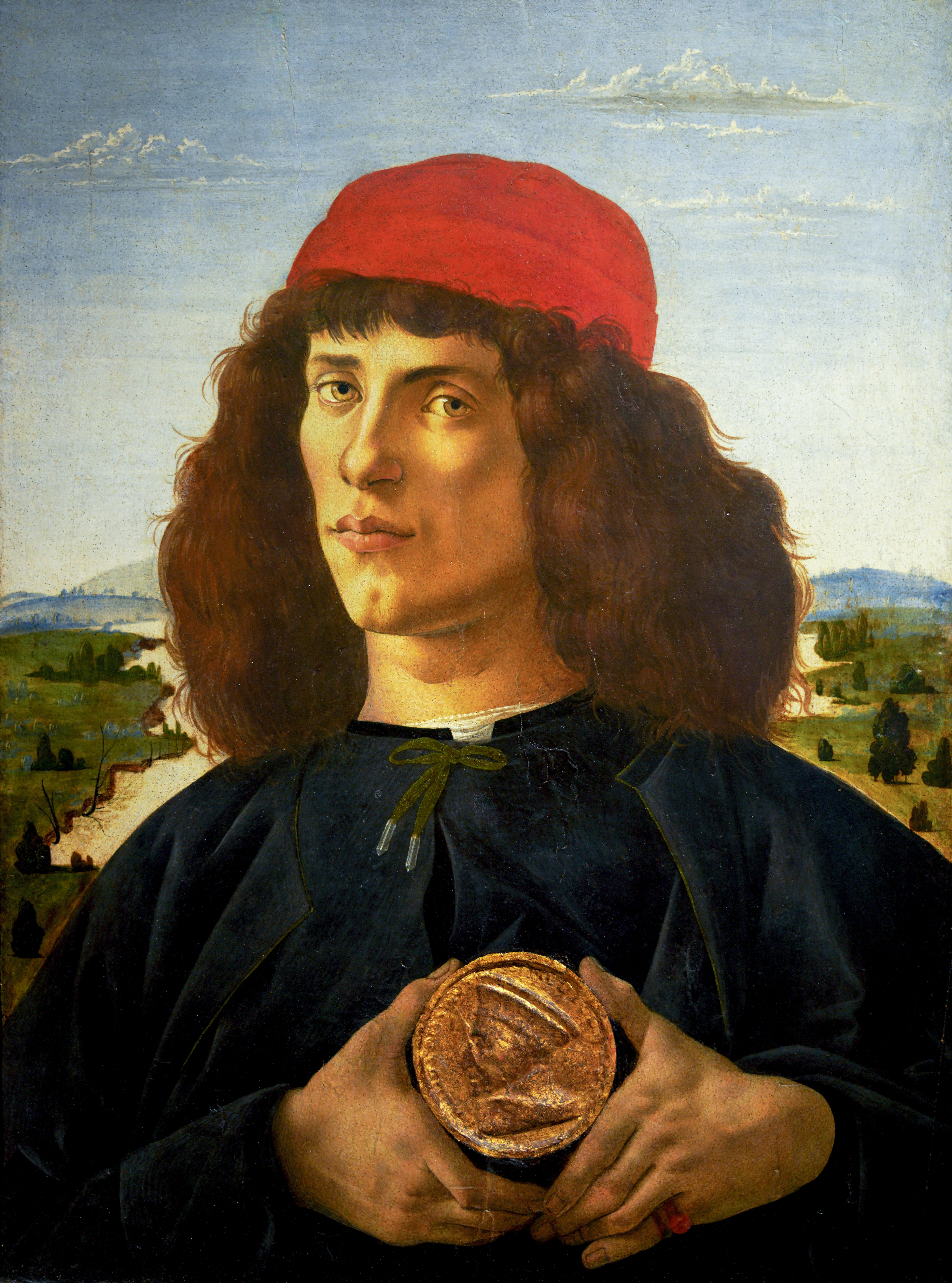
Sandro Botticelli, Ritratto d'uomo con medaglia di Cosimo il Vecchio (1474-75)

In Italia la medaglistica commemorativa moderna ha antiche origini, fin dalla prima metà del XV secolo. La scuola italiana in questo settore fu tra le più antiche, influenti e di rilievo in Europa, con il primato della prima medaglia-ritratto come ancora oggi è intesa, creata da Pisanello per l'imperatore bizantino Giovanni VIII Paleologo (1438).

## Quattrocento

### Origini e Pisanello

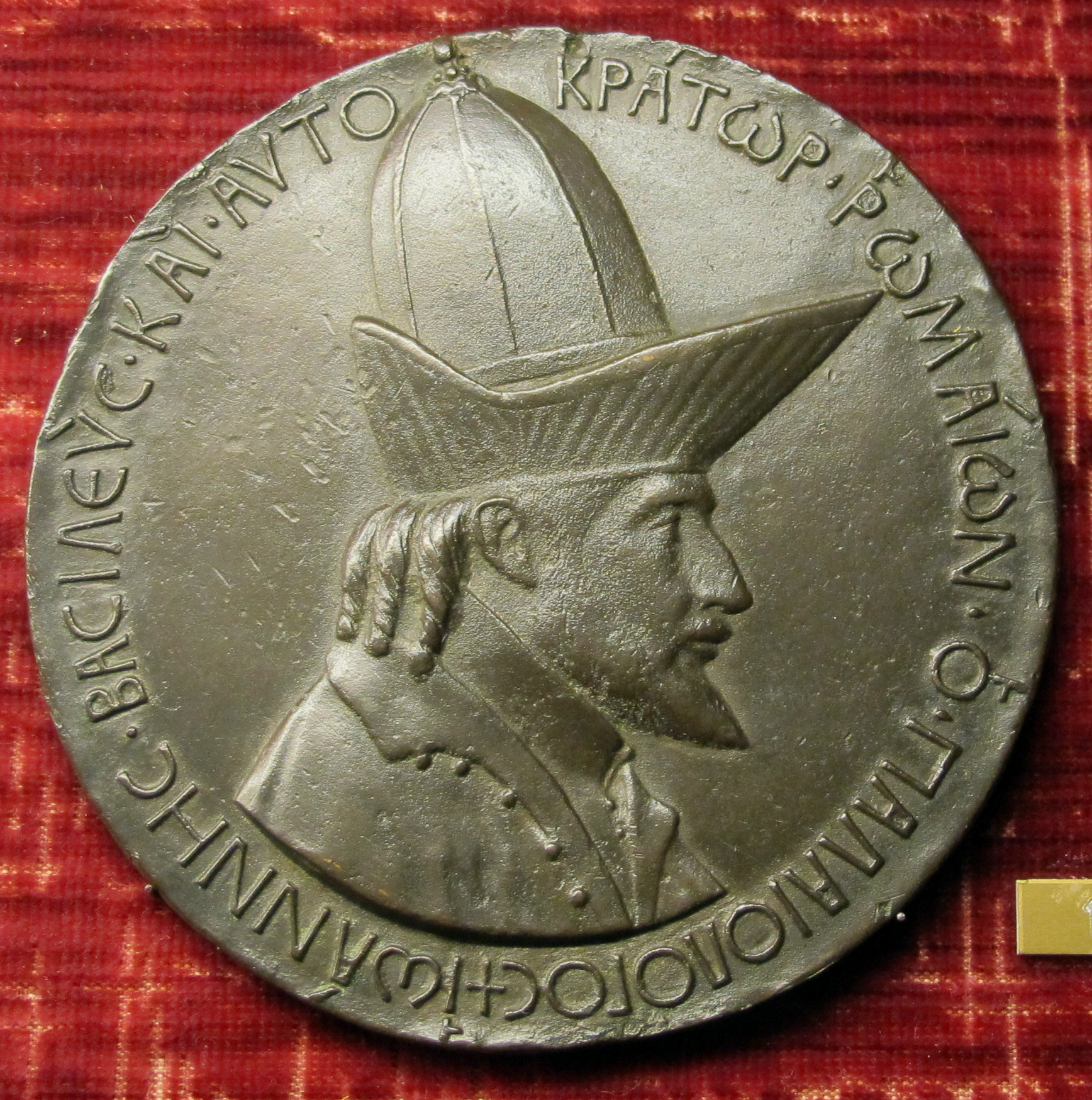
Pisanello, medaglia di Giovanni VIII Paleologo (1438)

Una serie di medaglioni (in oro, poi riprodotte anche in bronzo in numerosi esemplari circolanti in tutta Europa), coniati a Parigi per la corte del Duca di Berry, sono in genere indicati come i primi esempi di medaglistica commemorativa dai tempi dell'Alto Medioevo, dopo che la pratica di ritrarre personaggi su medaglie, in voga durante l'impero romano e bizantino, era stata bandita nel IX secolo. Queste medaglie, dedicate a eroi della cristianità, venivano spacciate all'epoca come esemplari antichi, sebbene fossero evidentemente legate al mondo figurativo del tardo gotico.
Fu Pisanello, in Italia, a riprendere per primo la tradizione della medaglia-ritratto, con la già citata medaglia di Giovanni VIII Paleologo, nel 1438. Quest'opera, forse pensata come continuazione della serie del duca di Berry, per celebrare il nuovo eroe cristiano che aveva reso possibile la riunificazione delle Chiese d'Oriente e Occidente, si discostava però dai suoi precedenti, per la presenza sul recto di un ritratto del personaggio vivente, fino alle spalle e di profilo, secondo uno schema ripreso fedelmente dall'antica Roma e che, portato avanti da Pisanello, dai suoi allievi e imitatori, è arrivato fino ai giorni nostri. La medaglia dell'imperatore ebbe una diffusione straordinaria e sollecitò all'artista numerose nuove commissioni da parte dei signori di Milano, Mantova, Ferrara, Rimini e Napoli, oltre ad alcuni dignitari e alleati delle rispettive corti (Medaglie di Pisanello).

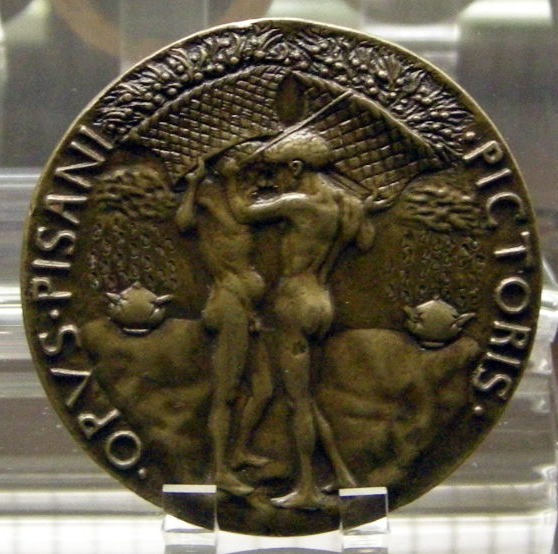
Pisanello, verso della seconda medaglia di Lionello d'Este (1441-1444)

Le medaglie quattrocentesche erano essenzialmente fuse in bronzo, a partire da un modello in cera che dava origine a un primo esemplare, con la tecnica della fusione a cera persa. Da questo esemplare poi, usato come matrice, si potevano realizzare più copie, che venivano scambiate e donate, come segno di particolare favore o pegno d'affetto per le promesse matrimoniali, analogamente all'uso che avevano i ritratti dipinti. Per l'effetto di leggero restringimento del bronzo, le medaglie ottenute da una matrice già fusa hanno dimensioni leggermente inferiori all'originale, causando una discrepanza di qualche millimetri di misure tra le diverse tirature. Il numero di esemplari era comunque basso, e poteva arrivare al massimo a qualche dozzina di copie.
Le medaglie di Pisanello (23 tipi in tutto), si distinguono per l'accurato studio dell'effigie e dell'abbigliamento del protagonista, per la vivace rappresentazione di motivi simbolici o araldici sul retro, e per una sobrietà di grande effetto, che non scade mai in una celebrazione retorica o artificiosa. Evidenti sono i richiami al mondo antico, con i ritratti sempre di profilo, come nei coni monetari e commemorativi dell'Antica Roma, una caratteristica peculiare del genere che restò invariata nei secoli.

### Matteo de' Pasti

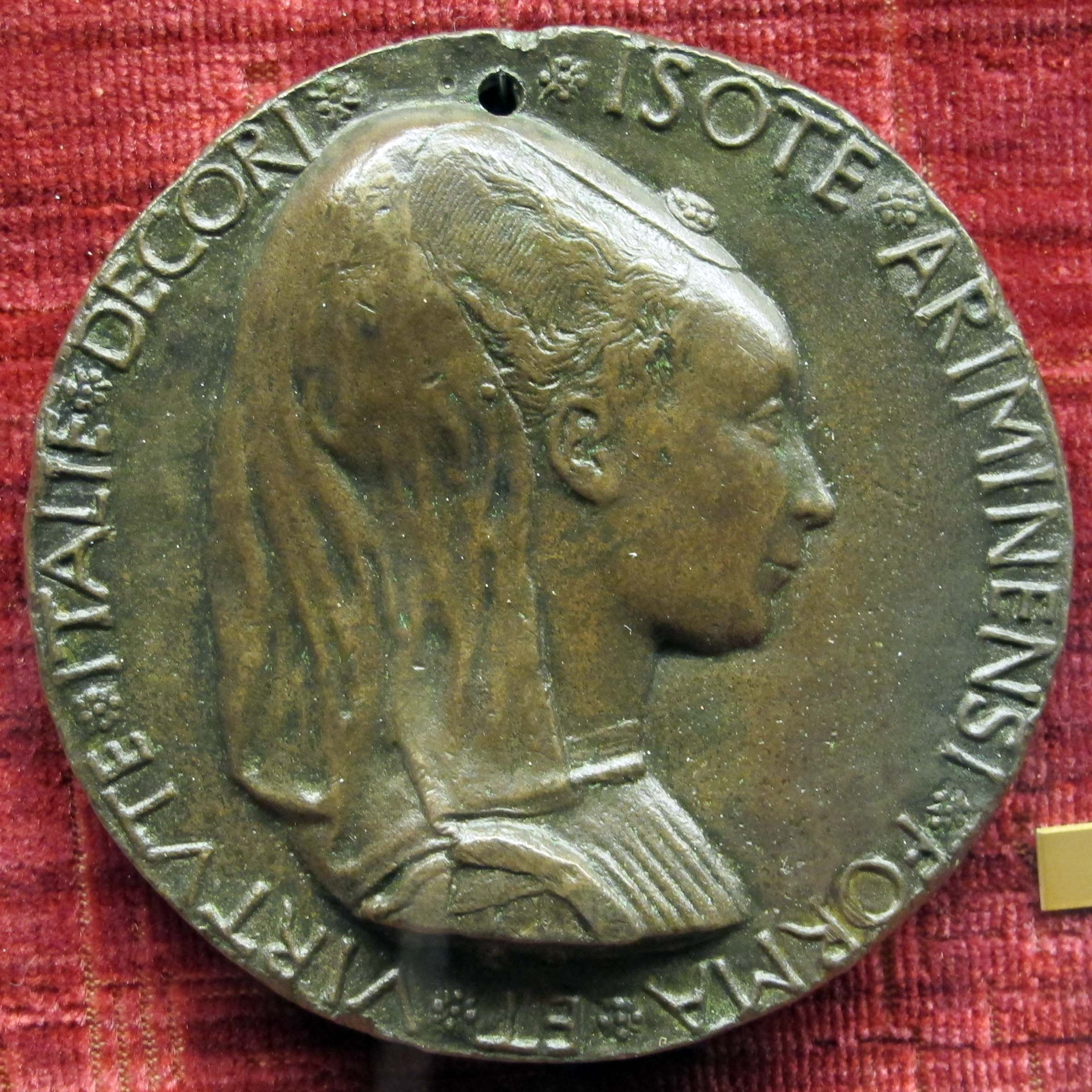
Matteo de' Pasti, medaglia di Isotta degli Atti velata e l'elefante (1446)

Il più importante medaglista della generazione successiva fu Matteo de' Pasti, attivo per Sigismondo Pandolfo Malatesta, per il quale creò una serie di medaglie raffiguranti lui, la moglie Isotta degli Atti e i personaggi di spicco della sua corte. Se i ritratti sono all'altezza di quelli del suo maestro Pisanello, se non superiori per modellato e realismo, sul verso le medaglie sono solitamente più semplici, spesso con soggetti unici o composizioni allegoriche più convenzionali. Per la prima volta sono ritratti edifici, come Castel Sismondo a Rimini, o anche legati a progetti futuri, come l'idea albertiana originaria per quello che divenne poi il Tempio Malatestiano.

### Mantova
L'uso delle medaglie si diffuse rapidamente oltre la metà del secolo, sviluppandosi nelle varie città con sorprendente indipendenza. Le principali scuole fiorirono a Mantova, Venezia, Milano, Firenze e Roma.
A Mantova i medaglisti al servizio dei Gonzaga, sebbene non raggiunsero inizialmente il livello di Pisanello o Matteo de' Pasti, dimostrarono una buona pratica esecutiva, specializzandosi in una colta rievocazione dell'antico. Cristoforo di Geremia utilizzò forse la consulenza di Andrea Mantegna, pittore di corte, per realizzare i rovesci di alcune sue medaglie. Altri medaglisti attivi per i Gonzaga furono Sperandio Savelli (mantovano ma attivo soprattutto tra Bologna e Ferrara) poi, sul finire del secolo, Pier Jacopo Alari Bonacolsi, detto l'Antico, e Gian Cristoforo Romano, scultore favorito di Isabella d'Este.

### Altre scuole del Nord-Italia

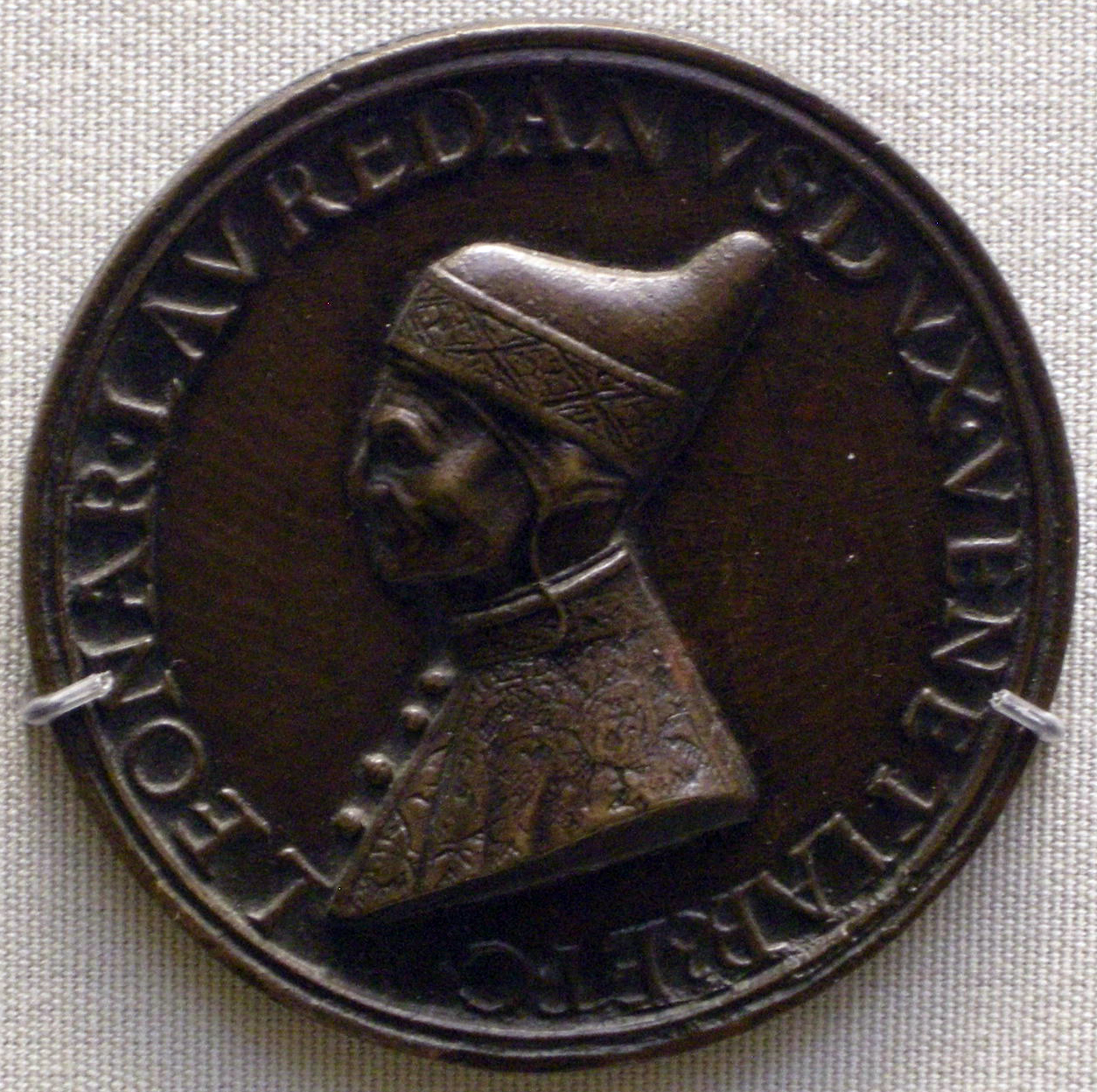
Camelio, medaglia bronzea del doge Leonardo Loredan (coniata anziché fusa)

In varie corti e città furono attivi altri medaglisti di buon valore. Gianfrancesco Enzola, detto il Parmense, fu attivo per gli Sforza, mentre a Venezia si registra l'attività di Marco Guidizani, che eseguì una medaglia di Bartolomeo Colleoni quando il condottiero era ancora in vita, verosimilmente nel 1454. Ne seguì le orme Giovanni Boldù, autore di ritratti eseguiti con una minuziosa cura del dettaglio, da orefice, di alcuni personaggi altrimenti sconosciuti, come Filippo Maserano, forse poeta o musico, o il musicista tedesco Nicolaus Schiffer. Note sono le sue due medaglie con autoritratto, con due rovesci diversi: uno tipicamente cristiano e uno con un raffinato memento mori di ispirazione umanistica.
Notevoli sono alcune medaglie di Francesco di Giorgio, artista polivalente di origine senese, che lavorò in diverse città italiane.
Vittor Gambello, detto Camelio, e l'Enzola furono i primi ad utilizzare la coniazione invece della fusione a cera persa, tecnica andò scomparendo nella medaglistica durante il XVI secolo.
Nate come status symbol del potere, le medaglie sul finire del secolo tendono a includere anche personaggi di rango più modesto: Antonio da Brescia ad esempio ritrasse solo personaggi della sua famiglia.

### Firenze

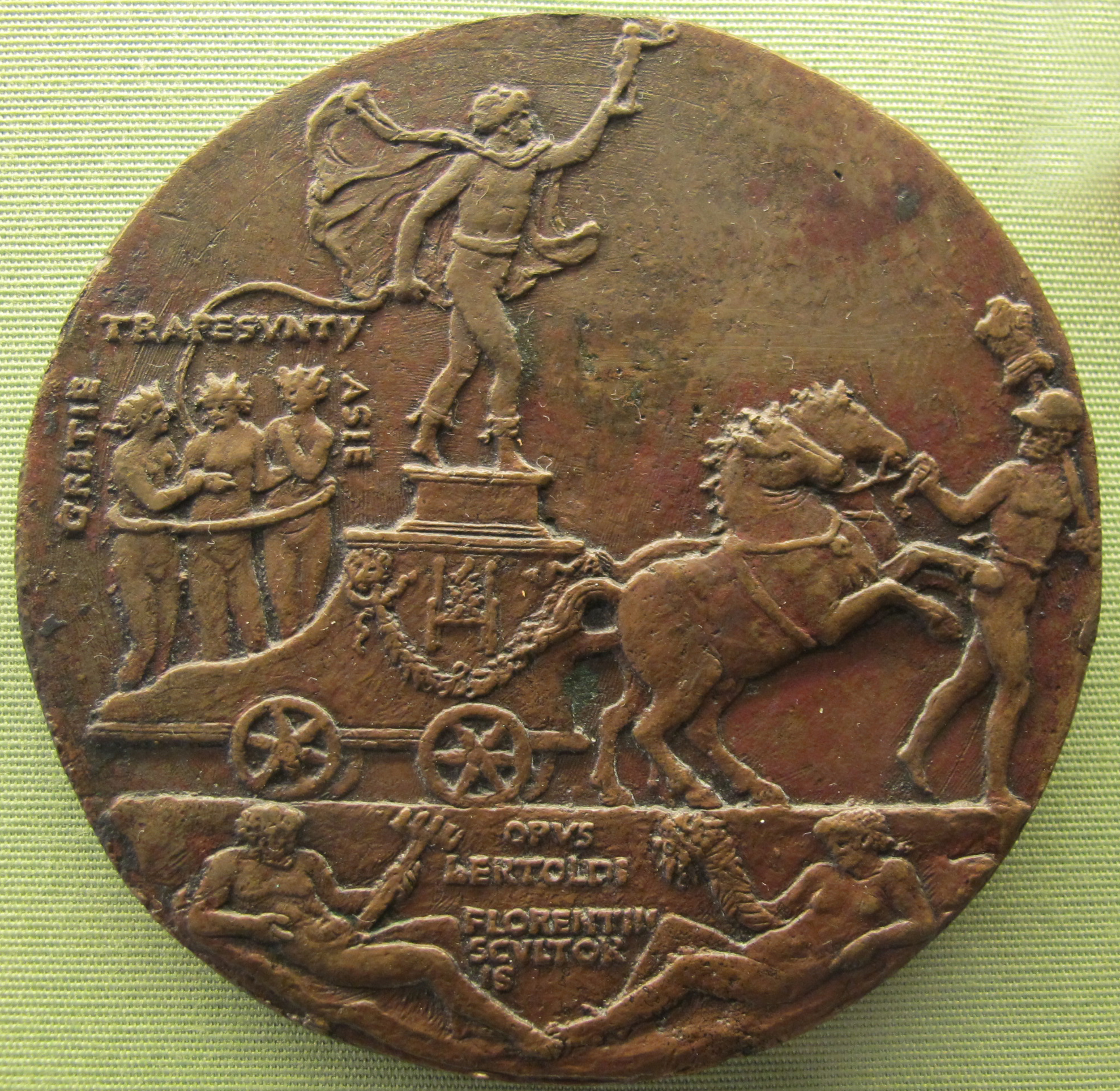
Bertoldo di Giovanni, Trionfo del sultano Mehmet II (1481 circa), bronzo

Alla corte medicea di Firenze le prime medaglie sono coniate da scultori-orefici anonimi. Una delle prime è quella che fissa l'effigie di Cosimo il Vecchio, il pater patriae, medaglia che compare anche in un noto ritratto di Botticelli.
Nella seconda metà del secolo lavorò per i Medici e i loro alleati Bertoldo di Giovanni, allievo diretto di Donatello e autore di vivaci composizioni, amate anche in ambito internazionale: sue sono la medaglia della Congiura dei Pazzi, che contiene una cronaca degli eventi di inusuale freschezza, quella dell'imperatore Federico III e quelle del sultano conquistatore di Costantinopoli Mehmet II. Un altro medaglista attivo a Firenze fu Adriano Fiorentino.
Alla corte di Lorenzo il Magnifico lavorò poi Niccolò di Forzore Spinelli: a lui si attribuiscono con certezza cinque medaglie e circa 150 sono invece riferibili con incertezza, magari opera di assistenti e imitatori. I suoi ritratti acquistano una maggiore spessore e dimensione sulla superficie della medaglia, mentre i rovesci sono più convenzionali, spesso copianti monete e gemme antiche delle collezioni medicee. Mentre la scultura e la pittura coeva si andavano interessando a una maggiore precisione fisiognomica nella rappresentazione dell'effigiato (nelle opere di Antonio Rossellino e Benedetto da Maiano), anche le medaglie di Niccolò Spinelli appaiono maggiormente interessate alla fisionomia reale dei soggetti, sebbene le medaglie della scuola compromettano l'immagine di tali ricerche per la ripetizione di tipi fisici prestabiliti: ad esempio nella serie delle nobildonne fiorentine (Giovanna Tornabuoni, Lucrezia Martelli, Costanza Rucellai, Eleonora Altoviti), le effigi appaiono caratterizzate solo stereotipatamente da elementi quali l'acconciatura, l'abito e la dicitura col nome.

### Roma
La splendida epoca del Rinascimento romano fa convergere nella città artisti da tutta Italia, anche nel settore delle medaglie. Cristoforo di Geremia vi portò lo stile mantovano, perpetrato poi da suo nipote Lisippo il Giovane. Giovanni Candida può essere considerato un dilettante, per quanto di altissimo livello, poiché la sua professione principale era legata alla diplomazia: buon ritrattista, è invece più banale nei rovesci.
Antonio Guazzalotti era stato allievo di Bertoldo a Firenze, e fece una pregevole medaglia di Sisto IV.

## Cinquecento

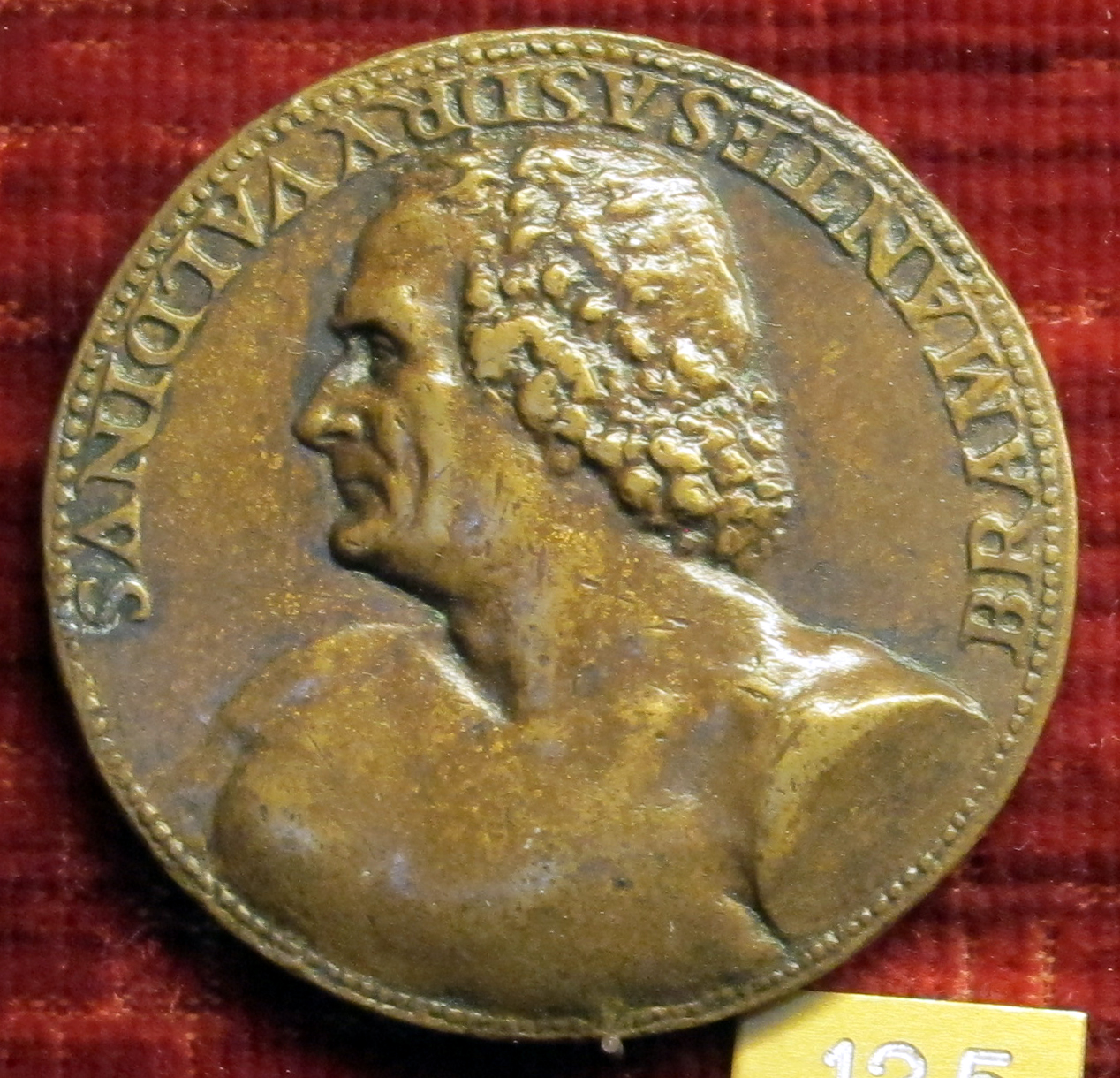
Caradosso, medaglia di Donato Bramante

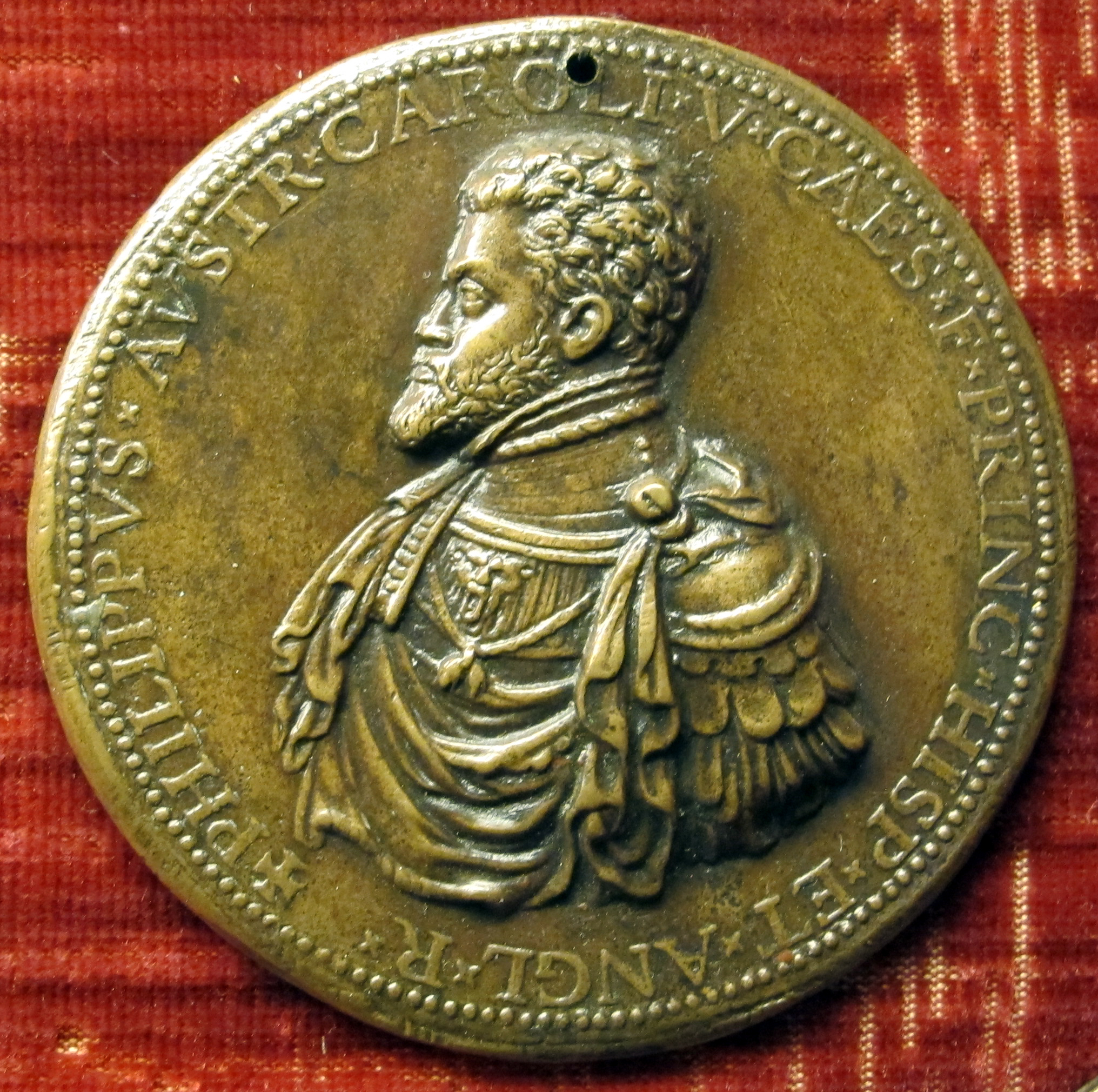
Leone Leoni, medaglia di Filippo II di Spagna

Nel Cinquecento si afferma con forza il conio delle medaglie, mentre il processo della fusione si restringe a una nicchia più contenuta. La funzione della medaglia si orienta sempre di più verso la propaganda di stato delle case regnanti e del papato, con una maggior diffusione di esemplari, grazie anche ai nuovi macchinari.
I ritratti di persone viventi perdono una certa vitalità e individualità rispetto al secolo precedente, affermandosi tipi più standardizzati, legati alla retorica cortigiana e impersonale, come farà scuola Leone Leoni nelle sue serie per gli Asburgo. Anche il rovescio si evolve verso temi sempre più accademici, elaborati dai letterati e gli studiosi di corte, intellegibili solo ad élite ristrette.
I centri più importanti nella medaglistica del XVI secolo furono Milano, Venezia, Firenze e Roma.

### Milano
Milano fu il centro di maggior influenza della penisola. A inizio del nuovo secolo il caposcuola è Cristoforo Foppa detto il Caradosso, medaglista di corte succeduto a Gian Francesco Enzola, che lavorò anche a Mantova e Roma. Tra le sue opere migliori la medaglia di Giulio II in cui si celebra la posa della prima pietra della basilica di San Pietro in Vaticano con una riproduzione sul retro del progetto originario di Bramante.
La seconda metà del secolo è dominata da Leone Leoni, il cui stile si affermò ovunque in Europa, lavorando per tutte le corti asburgiche, dall'Olanda alla Spagna alla Germania meridionale. I suoi ritratti di corte divennero veri e propri prototipi, imitati ovunque: non è la personalità del soggetto che viene colta, ma il rango legato al suo ruolo. Nei rovesci, specialmente quelli delle serie asburgiche, si ha un trionfo di allegorie, rese con un vivo senso pittorico. Oltre a tali serie sono celebri la sua medaglia di Michelangelo Buonarroti e quelle eseguite per Andrea Doria, in entrambi i casi nate come regalo di ringraziamento.
Suo figlio Pompeo Leoni fu attivo soprattutto in Spagna, variando i modelli resi celebri dal padre. Tra i seguaci milanesi di Leone Leoni ci furono Annibale Fontana e Antonio Abondio, quest'ultimo influenzato anche dalla scuola emiliana.

### Venezia e il Veneto
A Venezia i migliori lavori spettano a due scultori di fama: Jacopo Sansovino e Alessandro Vittoria. Il primo ritrasse con grande finezza il procuratore di San Marco Tommaso Rangone in tre medaglie, riuscendo a riprodurre persino la consistenza della pelliccia nella veste. Nel rovescio con la Via Lattea una complessa allegoria allude alla condizione di figlio adottivo del procuratore.

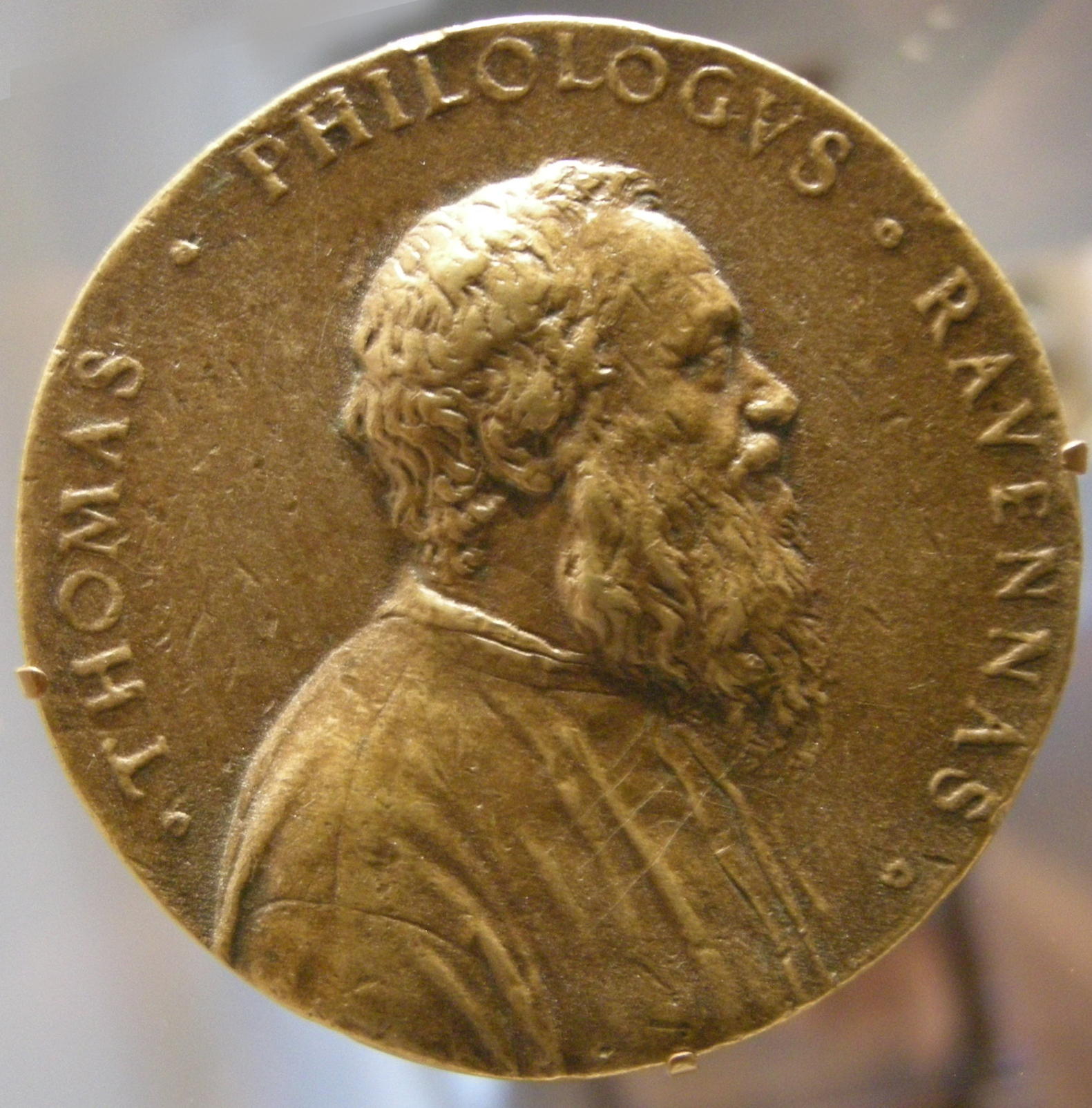
Alessandro Vittoria, medaglia di Tommaso Rangoni, 1556-58

Alessandro Vittoria fu allievo del Sansovino e tra le sue creazioni più riuscite ci sono le medaglie per Pietro Aretino e per sua moglie Caterina Sandella. La prima ha un rovescio tra il satirico e l'adulatorio, coi principi della terra che rendono omaggio all'Aretino.
Attivo a Vicenza fu Valerio Belli, noto soprattutto come incisore di gemme. La sua medaglia di Pietro Bembo del 1538 è fusa, non coniata, e presenta un ritratto di intenso realismo, scevro da idealizzazioni "all'antica".
A Padova Giovanni da Cavino portò avanti il gusto antiquario tipico degli ambienti universitari, producendo ad esempio una serie di riproduzioni di monete romane in bronzo. I ritratti nella sua produzione medaglistica sono freddi, ma abbastanza personalizzati; i rovesci non vanno mai oltre una riproduzione meccanica di modelli antichi.

### Reggio Emilia
Dai risultati originali è la scuola che si sviluppa a Reggio Emilia, che ha come maggior esponente Alfonso Ruspagiari. I suoi ritratti, anche di personaggi di rango modesto, sono di un'intensa caratterizzazione e con eleganti manierismi derivati dalla pittura coeva.
Un altro esponente di questa scuola è Andrea Cambi, soprannominato il Bombarda, che fece notevoli ritratti modellati prima in cera, ma lasciava sempre lisci i rovesci.

### Firenze e la Toscana

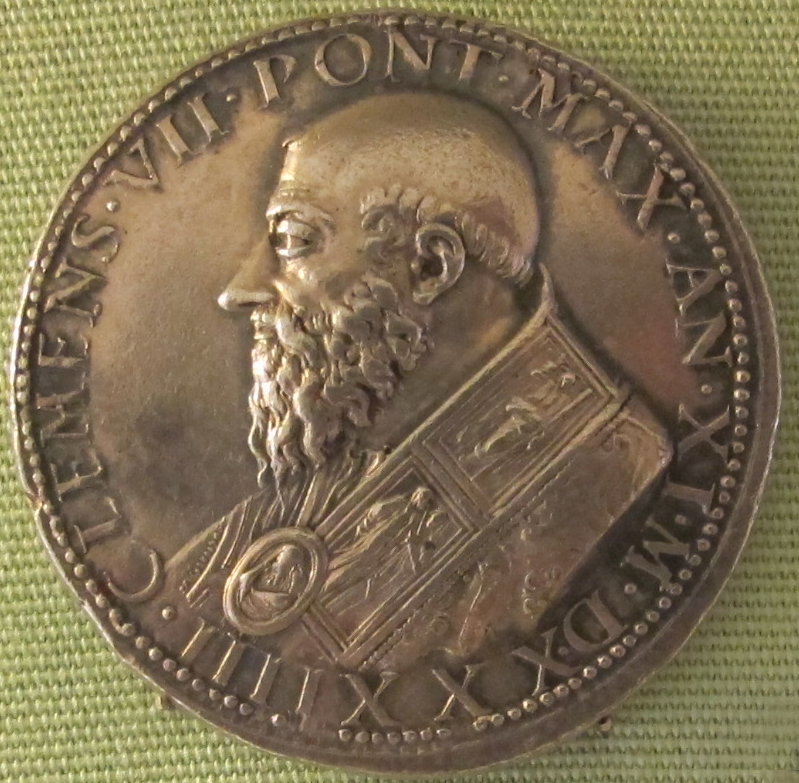
Benvenuto Cellini, medaglia di Clemente VII, 1534

A Siena Pastorino fu tra i più attivi artefici della sua epoca, arrivando a eseguire quasi duecento medaglie, spesso senza rovescio.
A Firenze spicca l'attività di Francesco da Sangallo, valido scultore della scuola michelangiolesca, che proprio in quanto scultore riusciva a infondere ai ritratti su medaglia un vigore leggermente "ruvido", di notevole espressività.
La figura più influente fu senza dubbio quella del fiorentino Benvenuto Cellini, che al lavoro per Clemente VII influenzò anche i medaglisti romani.
Notevole fu anche l'attività di Domenico di Polo, incisore anche di gemme e cristalli di rocca, detto per questo "de' Vetri". Nella seconda metà del secolo fu attivo anche Domenico Poggini, migliore come scultore che come medaglista, che creò ritratti impersonali, improntati a un'austera regalità simile a quella dei ritratti del Bronzino.

### Roma
Pier Paolo Galeotti, allievo romano del Cellini, fu assai prolifico, arrivando a coniare un'ottantina di medaglie diverse, e fu tra i migliori maestri della sua epoca, con i ritratti caratterizzati con sottigliezza e i rovesci di notevole originalità, dai tratti spiccatamente pittorici.
Alla zecca papale furono attivi Lorenzo Fagni, i membri della famiglia Bonzagni e Alessandro Cesati detto il Grechetto. Quest'ultimo si distinse per una vivida inventiva, ad esempio nella medaglia di Paolo III col verso in cui si vede Ganimede che innaffia i gigli Farnese, alludendo alla cessione dei Ducati di Parma e Piacenza al figlio del papa Pier Luigi Farnese, e con la scritta in greco "Egli innaffia bene".

## Sei e Settecento

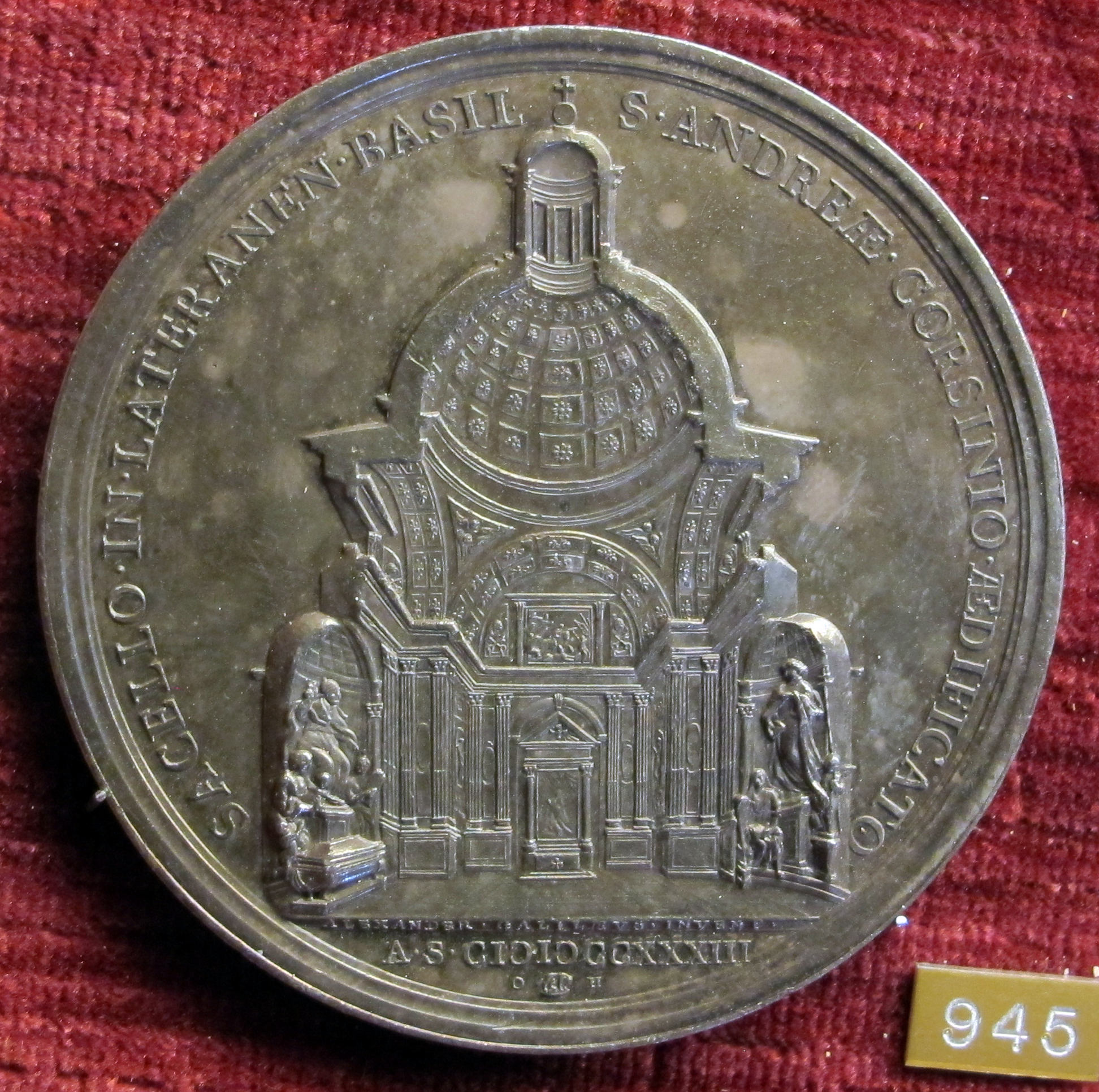
Ottone Hamerani, medaglia di Clemente XII (1733), con spaccato della cappella Corsini in San Giovanni in Laterano sul verso

Negli Stati italiani il genere della medaglia iniziò a perdere di interesse a partire dal XVII secolo, occupando solo occasionalmente gli artisti di corte. La sola eccezione fu lo Stato pontificio, dove ciascun pontefice faceva curare una propria serie di emissioni, dominando la scena artistica per quantità e qualità. Mentre la medaglia battuta andava perfezionandosi ulteriormente, si sviluppava un gusto per le scene di genere nei rovesci, spesso tratte da episodi significativi della vita contemporanea. Nelle serie papali, accanto ai vecchi emblemi e alle nuove personificazioni, si trovano descritti ad esempio l'arrivo di Cristina di Svezia a Roma (1655) o i macchinari inventati da Carlo Fontana per il sollevamento dell'obelisco di Montecitorio. Tali medaglie avevano ormai lo stesso diametro di scudi e mezzi scudi, e le produzioni monetali e medaglistiche tendono in questo periodo a confacersi l'un l'altra. Ne conseguivano dimensioni della testa piuttosto ridotte, da cui Gaspare Mola si discostò con la serie di medaglie per Alessandro VII, dove la testa è ingrandita in proporzione, e meglio riuscita dal punto di vista scultoreo. Il più grande scultore dell'epoca, Gian Lorenzo Bernini, rifiutò di coniare medaglie per Cristina di Svezia e Francesco I d'Este, ma fornì forse il disegno per una medaglia del 1659 di Innocenzo XI del Travani.
Dominarono la scena la prima metà del secolo Giacomo Antonio Moro, Gaspare Morone e suo nipote Gaspare Mola, mentre nella seconda metà del secolo Alberto Hamerani fu il capostipite di una famiglia che dominò la scena della corte pontificia fino a tutto il XVIII secolo.
La medaglia fusa era sempre più rara: usata occasionalmente a Roma da artisti per lo più stranieri (Johann Jakob Kornmann, Gioacchino Francesco Travani), è solo alla fine del secolo che rinacque a Firenze in una scuola artistica. Qui Massimiliano Soldani Benzi riuscì nel difficile compito di adeguare al gusto barocco dominante il genere della medaglia, con risultati che sono tra i più significativi in Europa. Concepita come una placchetta-ritratto, la medaglia era ormai assimilabile a veri e propri bassorilievi, con originali incursioni anche nell'altorilievo (medaglia di Cosimo Serristori). Suo seguace fu Lorenzo Maria Weber, che creò eccellenti esempi sia per la corte fiorentina (medaglia di Giangastone de' Medici), sia per personaggi più modesti dove, esente dalla rigida etichetta di corte, poteva mettere a frutto la sua più spiccata vena naturalistica. Ancora Francesco Selvi, altro allievo del Soldani Benzi, tenne un buon livello qualitativo fino alla metà del Settecento, dopodiché la medaglia fusa cadde in oblio.
La medaglia battuta continuò nel corso del XVIII secolo ad avere il suo centro più significativo a Roma, sebbene la produzione italiana non possa ormai più competere con la produzione francese, sia dell'Ancient Régime che dell'impero napoleonico. Buon disegno e pregevole esecuzione si hanno ormai solo nelle produzioni della bottega degli Hamerani, come nella medaglia di Clemente XII di Ottone, che presenta sul rovescio un'accurata rappresentazione della facciata di San Giovanni in Laterano secondo il progetto di Alessandro Galilei.

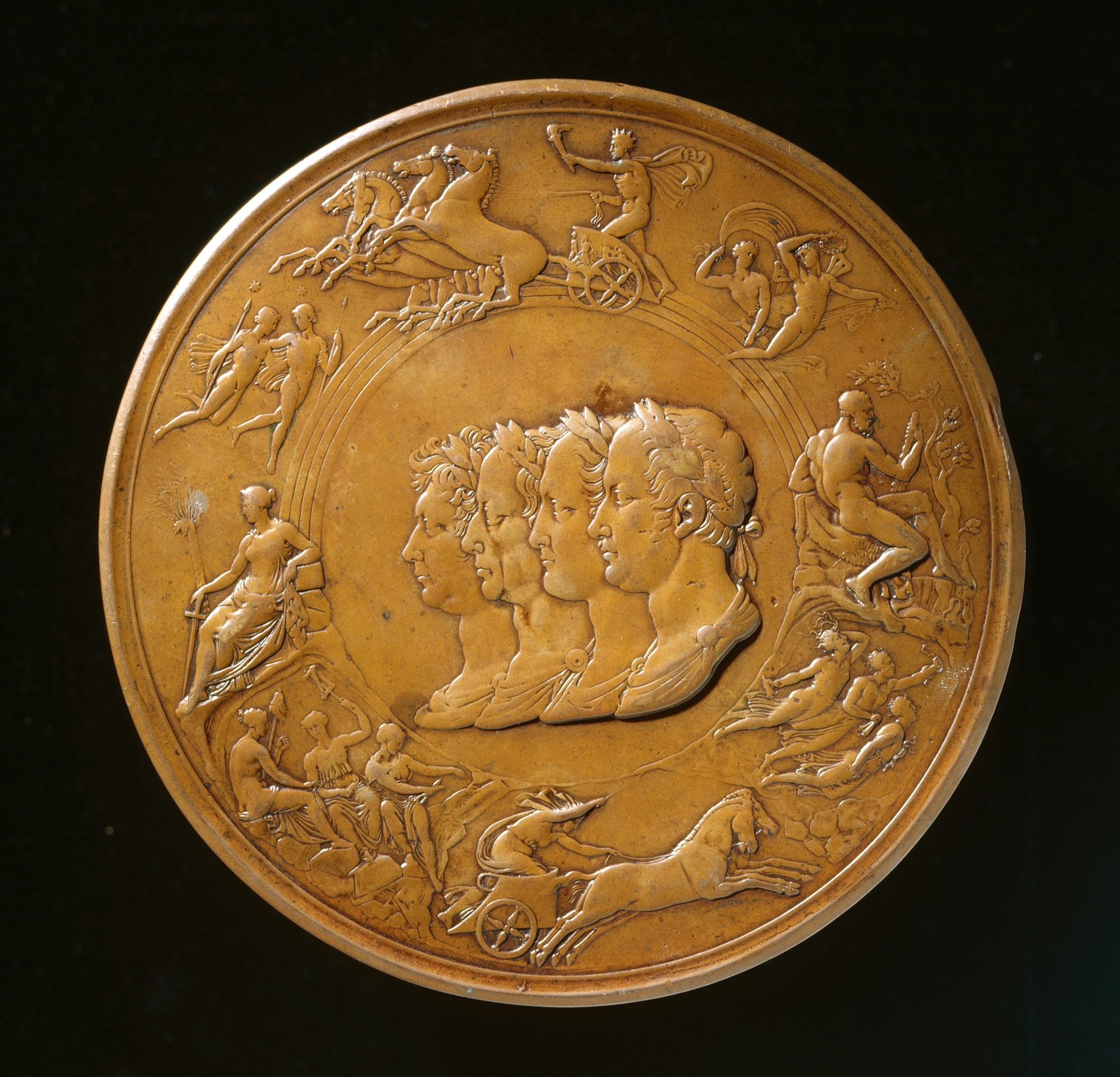
Benedetto Pistrucci, medaglia della battaglia di Waterloo

## Otto e Novecento
Già alla fine del XVIII secolo il gusto neoclassico apre la strada a un ritorno alla purezza nelle arti, che si manifesta anche nella medaglistica, in particolare napoleonica. In Italia, capace di reggere il confronto con le emissioni francesi, si ebbe l'opera di Luigi Manfredini: nella sua medaglia del 1809 ("encelado") un gigante atterrato da una pioggia di sassi allude satiricamente al regime napoleonico.
A Roma la scena era più che mai agguerrita. Influenzati da Antonio Canova, i medaglisti papali si contendono aspramente i favori dei committenti, tanto che qualcuno decise di allontanarsi da queste manovre ritirandosi in provincia. È il caso ad esempio di Tommaso Mercandetti, che ebbe tra i rivali Salvatore Passamonti e Benedetto Pistrucci. Quest'ultimo, attivo anche alla corte inglese, lasciò un frammento di autobiografia in cui racconta, tra l'altro, il suo metodo di lavoro, basato sulla presa dal vivo del ritratto tramite modelli in cera, che poi traduceva con abilità nei coni. Il suo capolavoro è la medaglia commemorativa della battaglia di Waterloo, commissionata dal governo britannico. Anche nelle sue opere più tarde, come la medaglia coniata per l'incoronazione della regina Vittoria, il gusto è ancora spiccatamente legato allo stile neoclassico.
Il secolo XIX fu comunque caratterizzato da due principali innovazioni: l'introduzione del ritratto del tutto realistico, e la grande diffusione delle scene di genere nei rovesci. Esempio classico è la medaglia di Daniele Manin eseguita nel 1848-1849 da Antonio Fabris, dove è assente qualsiasi accademismo nel ritratto e il rovescio mostra un episodio di cronaca nello stile di un'illustrazione da giornale. Tutte le arti concorrono così a riscoprire uno spiccato realismo, già pochi decenni prima della rivoluzionaria scoperta della fotografia.
La fine del secolo segnò in Italia una stasi, senza attecchire quel revival che invece interessò la Francia e l'Austria. Nel Novecento la produzione delle medaglie è legata essenzialmente a episodi di propaganda, soprattutto durante il ventennio fascista, ma non si discosta molto dai coni monetali. Eventi di tipo militare, sportivo, come le olimpiadi di Roma e religioso, come i giubilei, offrirono spunti per serie medaglistiche, che comunque diventano una produzione del tutto occasionale e sporadica. 
Nel secondo Novecento alcuni centri revitalizzarono l'antica arte medaglistica: tra questi Firenze, dove artisti come Mario Moschi, Antonio Berti, Bino Bini, Sergio Benvenuti e anche un pittore come Pietro Annigoni si dedicarono alla realizzazione di medaglie commemorative, commissionate dalle autorità civili, accademie, associazioni e società private, più raramente da privati (come Rodolfo Siviero). 
Da non confondere con la produzione commemorativa e civile sono le medaglie onorifiche di tipo militare, dove gli spunti artistici raramente raggiungono livelli significativi.

## Note

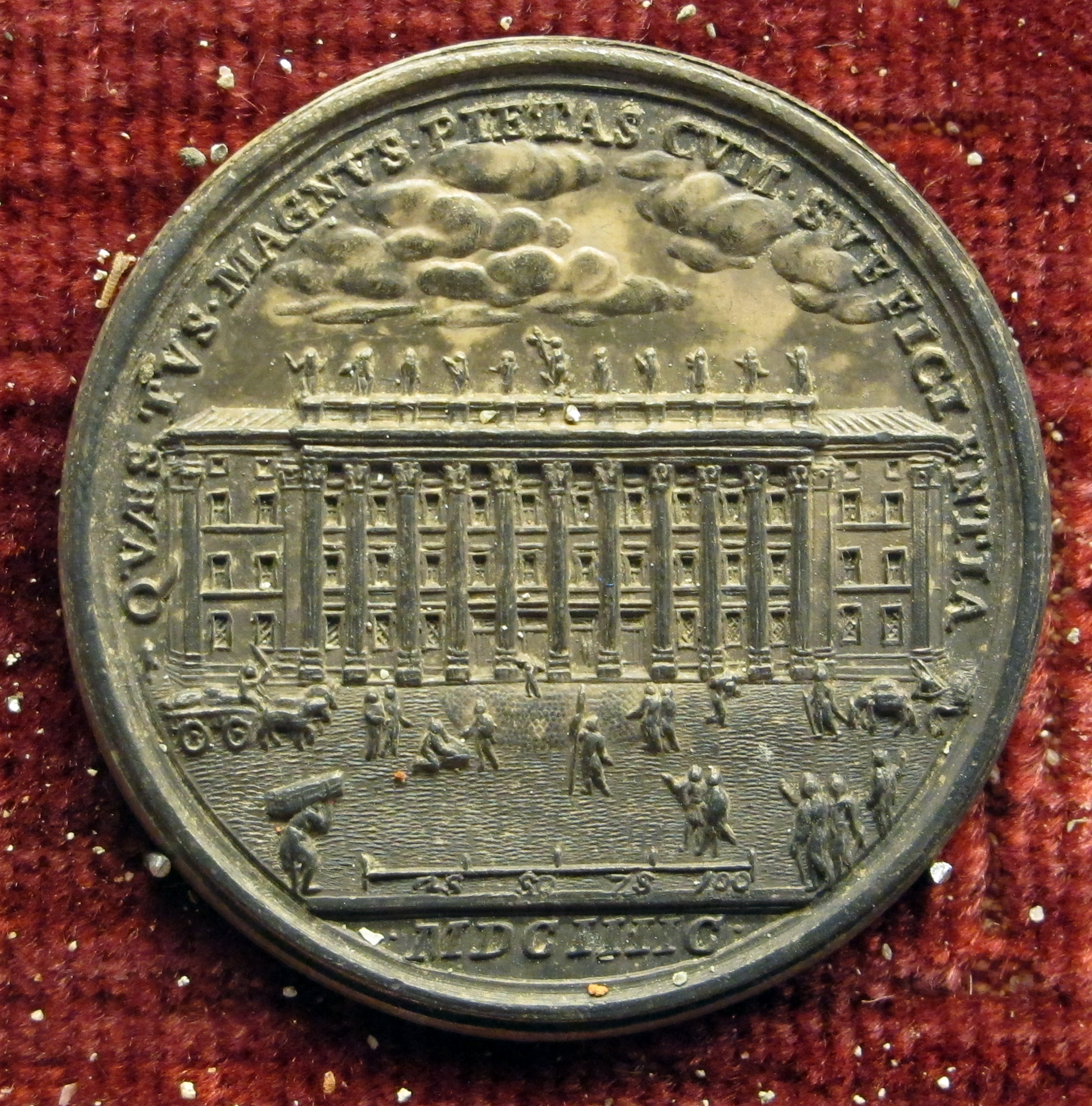
Giovanni Hamerani, medaglia di Innocenzo XII (1696), verso con la dogana di terra di piazza di Pietra, argento